# Divlja gradnja
Divlja gradnja je kolokvijalni izraz za gradnju bez potrebnih odobrenja, a po pravilu i bez korektno urađenih projekata.
Tokom devedesetih je došlo to eksplozije ovog vida gradnje usled popuštanja državne kontrole i razvoja privatnog sektora koji se mahom nije pridržavao pravila. 
Jedan od najpoznatijih primera divlje gradnje su svakako dve spratne kuće podignute na višespratnici pored Brankovog mosta u Beogradu.